# Galáxia anã

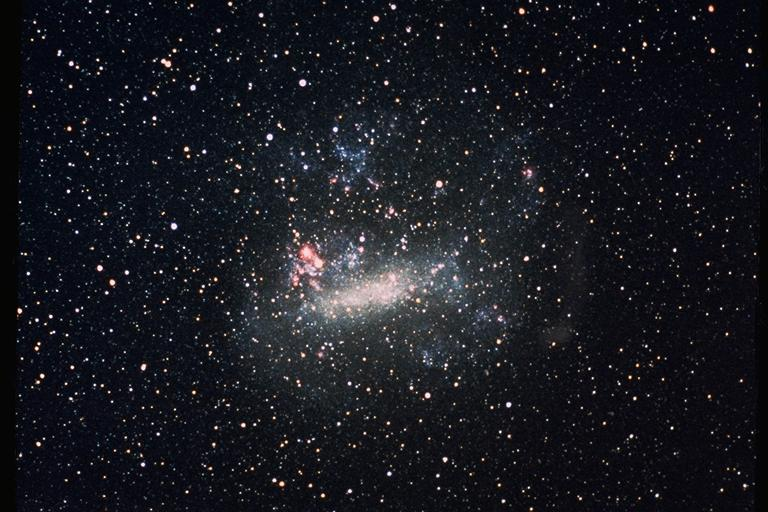
A Grande Nuvem de Magalhães, uma galáxia satélite da Via Láctea

Uma galáxia anã é uma pequena galáxia composta por cerca de 1.000 até vários bilhões de estrelas, em comparação com os 200-400 bilhões de estrelas da Via Láctea . A Grande Nuvem de Magalhães, que orbita de perto a Via Láctea e contém mais de 30 bilhões de estrelas, às vezes é classificada como uma galáxia anã; outros a consideram uma galáxia completa. Acredita-se que a formação e a atividade das galáxias anãs sejam fortemente influenciadas por interações com galáxias maiores. Os astrônomos identificam vários tipos de galáxias anãs, com base em sua forma e composição.

## Formação

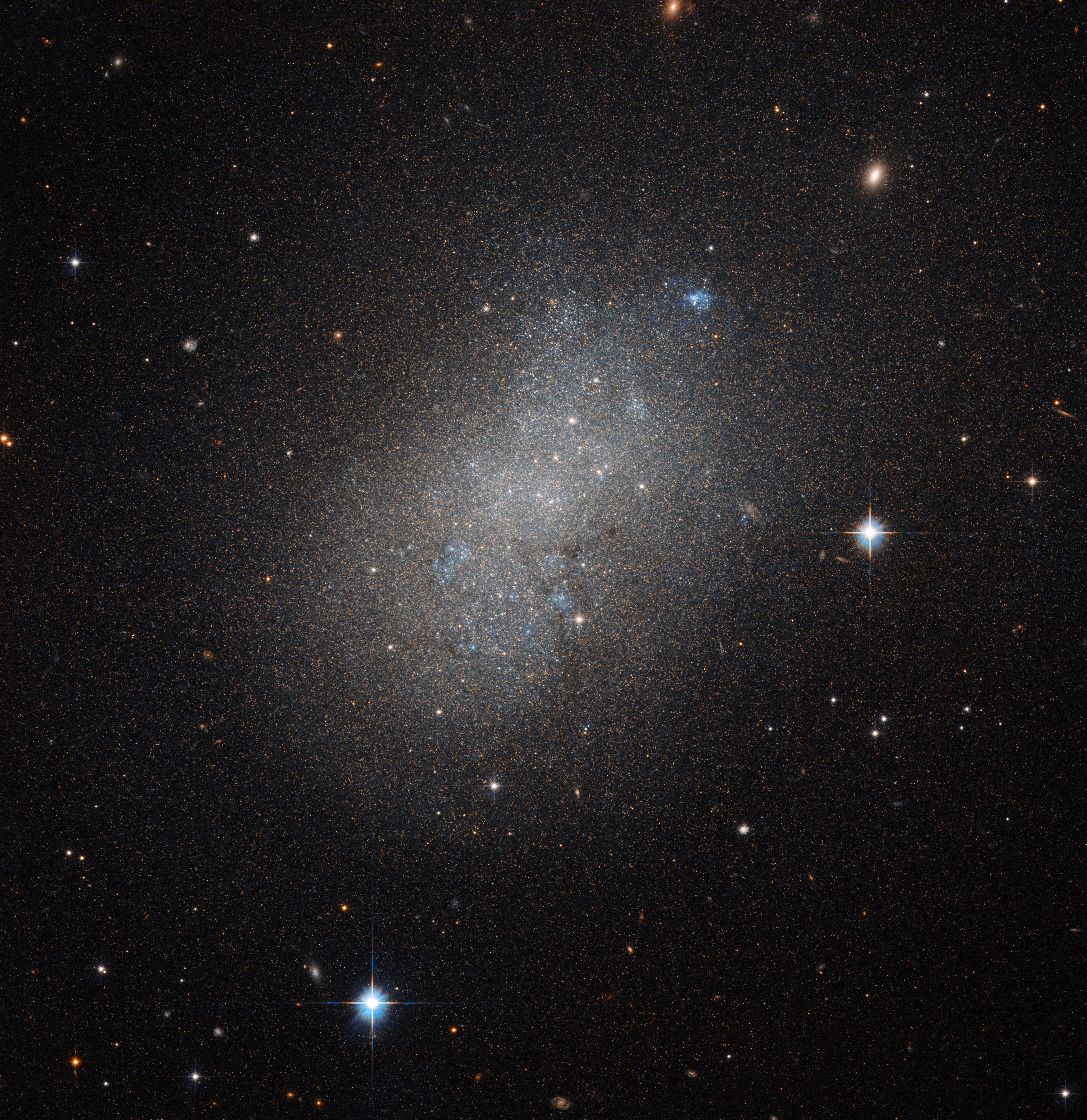
Galáxias anãs como NGC 5264 normalmente possuem cerca de um bilhão de estrelas.

Uma teoria afirma que a maioria das galáxias, incluindo galáxias anãs, se formam em associação com a matéria escura, ou de gás que contém metais. No entanto, a sonda espacial Galaxy Evolution Explorer da NASA identificou novas galáxias anãs se formando a partir de gases com baixa metalicidade. Essas galáxias estavam localizadas no Anel de Leão, uma nuvem de hidrogênio e hélio em torno de duas galáxias massivas na constelação de Leão.
Devido ao seu pequeno tamanho, galáxias anãs foram observadas sendo puxadas e rasgadas por galáxias espirais vizinhas, resultando em fluxos estelares e, eventualmente, fusão de galáxias.

## Galáxias anãs locais

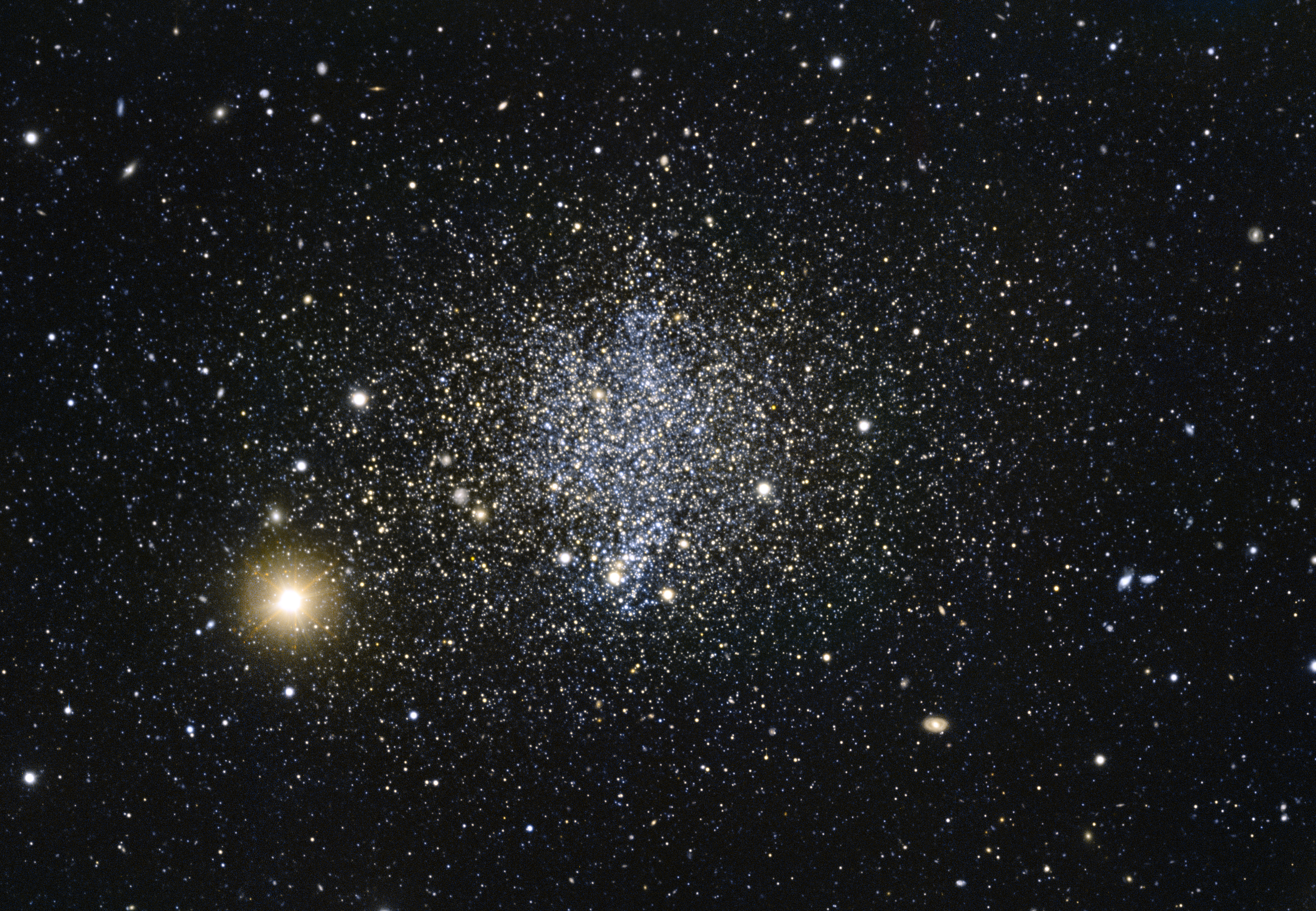
A Galáxia Anã Fênix é uma galáxia anã irregular, apresentando estrelas mais jovens em suas regiões internas e mais velhas em seus arredores.

Existem muitas galáxias anãs no Grupo Local; essas pequenas galáxias freqüentemente orbitam galáxias maiores, como a Via Láctea, a Galáxia de Andrômeda e a Galáxia do Triângulo. Um artigo de 2007 sugeriu que muitas galáxias anãs foram criadas por marés galácticas durante as primeiras evoluções da Via Láctea e Andrômeda. As galáxias anãs de maré são produzidas quando as galáxias colidem e suas massas gravitacionais interagem . Fluxos de material galáctico são puxados para longe das galáxias-mãe e dos halos de matéria escura que as cercam. Um estudo de 2018 sugere que algumas galáxias anãs locais se formaram extremamente cedo, durante a Idade das Trevas, no primeiro bilhão de anos após o big bang.
Mais de 20 galáxias anãs conhecidas orbitam a Via Láctea, e observações recentes também levaram os astrônomos a acreditar que o maior aglomerado globular da Via Láctea, Omega Centauri, é de fato o núcleo de uma galáxia anã com um buraco negro em sua órbita. centro, que em algum momento foi absorvido pela Via Láctea.

## Tipos comuns

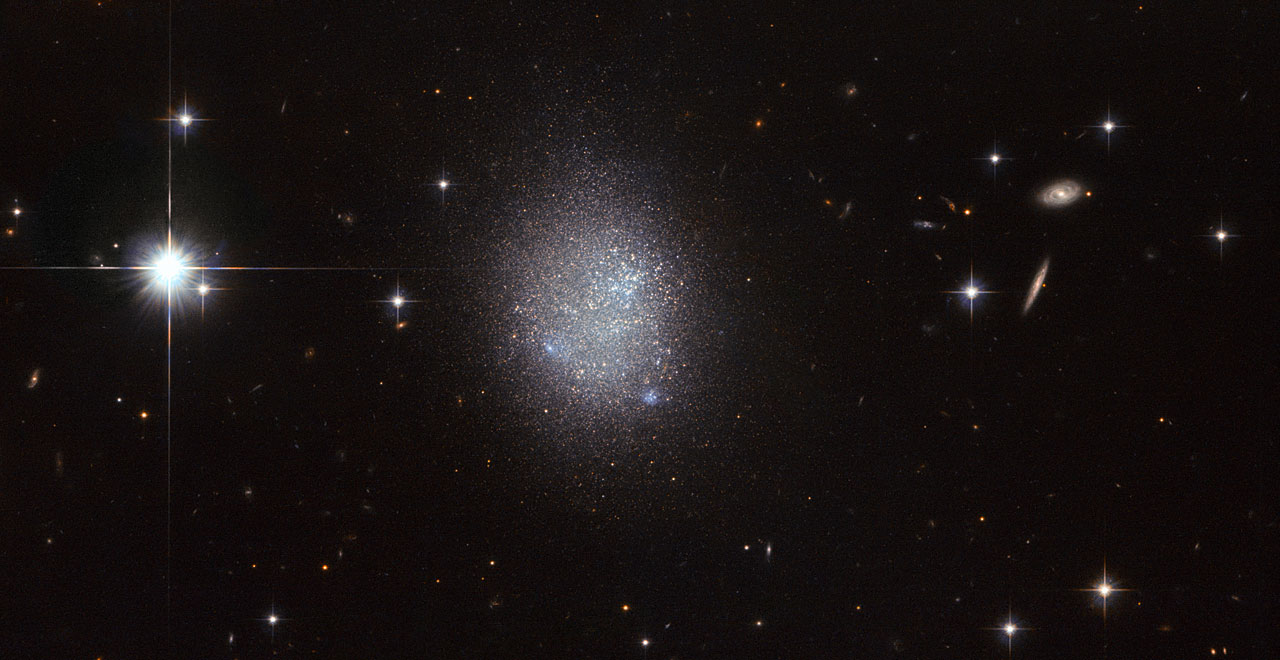
UGC 11411 é uma galáxia conhecida como uma galáxia anã compacta azul irregular (BCD).

- Galáxia elíptica: galáxia anã elíptica (dE)
- Galáxia esferoidal anã (dSph): Uma vez um subtipo de elípticas anãs, agora considerado como um tipo distinto
- Galáxia irregular: galáxia anã irregular (dIrr)
- Galáxia espiral: galáxia espiral anã (dS)[10]
- Anões tipo Magalhães
- Galáxias anãs compactas azuis (ver seção abaixo)[11]
- Galáxias anãs ultracompactas (ver a seção abaixo)

## Galáxias anãs compactas azuis

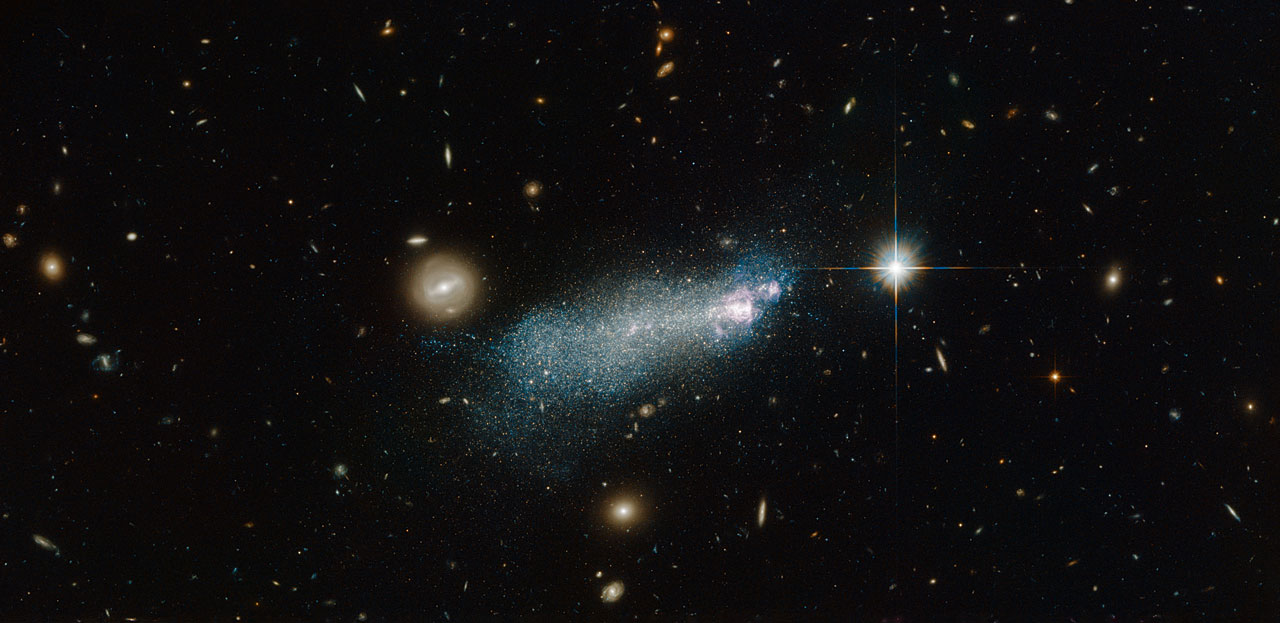
Anão compacto azul PGC 51017.

Em astronomia, uma galáxia anã compacta azul (galáxia BCD) é uma pequena galáxia que contém grandes aglomerados de estrelas jovens, quentes e massivas. Essas estrelas, das quais as mais brilhantes são azuis, fazem com que a própria galáxia pareça azul. A maioria das galáxias BCD também são classificadas como galáxias anãs irregulares ou como galáxias anãs lenticulares. Por serem compostas de aglomerados de estrelas, as galáxias BCD não possuem uma forma uniforme. Eles consomem gás intensamente, o que faz com que suas estrelas se tornem muito violentas ao se formar.
As galáxias BCD esfriam no processo de formação de novas estrelas. As estrelas das galáxias são todas formadas em diferentes períodos de tempo, então as galáxias têm tempo para esfriar e acumular matéria para formar novas estrelas. Com o passar do tempo, essa formação estelar muda a forma das galáxias.
Exemplos próximos incluem NGC 1705, NGC 2915, NGC 3353 e UGCA 281.

## Galáxias anãs ultra-fracas
Galáxias anãs ultra-fracas (UFDs) são uma classe de galáxias que contêm de algumas centenas a cem mil estrelas, tornando-as as galáxias mais fracas do Universo. Os UFDs se assemelham a aglomerados globulares (GCs) na aparência, mas têm propriedades muito diferentes. Ao contrário dos GCs, os UFDs contêm uma quantidade significativa de matéria escura e são mais extensos. Os UFDs foram descobertos pela primeira vez com o advento dos levantamentos digitais do céu em 2005, em particular com o Sloan Digital Sky Survey (SDSS).
Os UFDs são os sistemas mais dominados pela matéria escura conhecidos. Os astrônomos acreditam que os UFDs codificam informações valiosas sobre o início do Universo, já que todos os UFDs descobertos até agora são sistemas antigos que provavelmente se formaram muito cedo, apenas alguns milhões de anos após o Big Bang e antes da época da reionização. Trabalhos teóricos recentes levantaram a hipótese da existência de uma população de UFDs jovens que se formam muito mais tarde do que os UFDs antigos. Essas galáxias não foram observadas em nosso Universo até agora.

## Anões ultracompactos
Galáxias anãs ultracompactas (UCD) são uma classe de galáxias muito compactas com densidades estelares muito altas, descobertas na década de 2000. Acredita-se que tenham cerca de 200 anos-luz de diâmetro, contendo cerca de 100 milhões de estrelas. É teorizado que estes são os núcleos de galáxias elípticas anãs nucleadas que foram despojadas de gás e estrelas periféricas por interações de maré, viajando através dos corações de aglomerados ricos. UCDs foram encontrados no Virgo Cluster, Fornax Cluster, Abell 1689 e Coma Cluster, entre outros. Em particular, uma amostra sem precedentes de aproximadamente 100 UCDs foi encontrada na região central do cluster Virgo pela equipe Next Generation Virgo Cluster Survey.  Os primeiros estudos relativamente robustos das propriedades globais dos UCDs de Virgem sugerem que os UCDs têm propriedades dinâmicas e estruturais distintas dos aglomerados globulares normais. Um exemplo extremo de UCD é M60-UCD1, a cerca de 54 milhões de anos-luz de distância, que contém aproximadamente 200 milhões de massas solares em um raio de 160 anos-luz; sua região central contém estrelas cerca de 25 vezes mais próximas do que as estrelas da região da Terra na Via Láctea. M59-UCD3 é aproximadamente do mesmo tamanho que M60-UCD1 com um raio de meia luz, r h, de aproximadamente 20 parsecs, mas é 40% mais luminoso com uma magnitude visual absoluta de aproximadamente -14,6. Isso torna M59-UCD3 a galáxia mais densa conhecida. Com base nas velocidades orbitais estelares, afirma-se que dois UCDs no Aglomerado de Virgem têm buracos negros supermassivos pesando 13% e 18% das massas das galáxias.

## Lista parcial

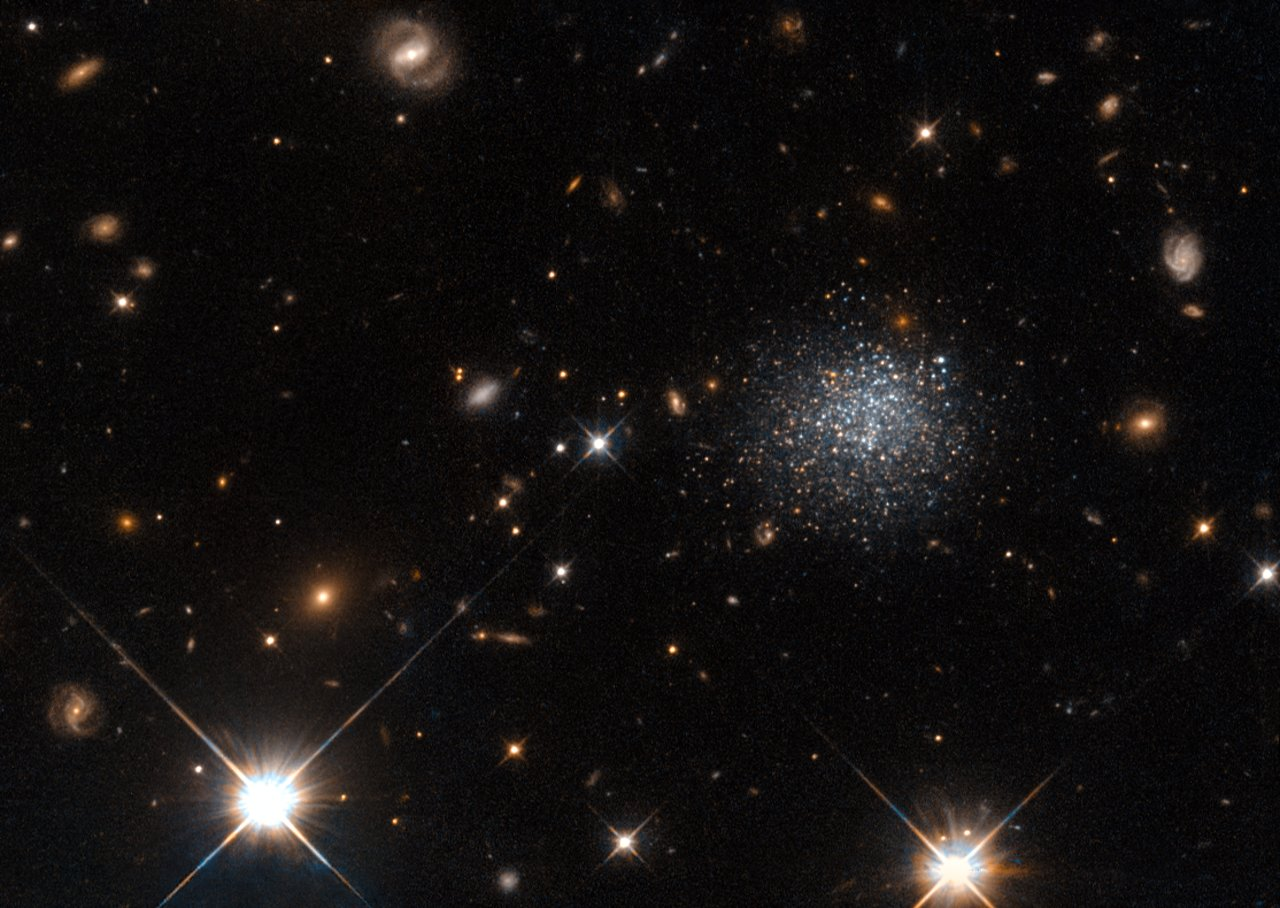
A LEDA 677373 está localizada a cerca de 14 milhões de anos-luz de distância.

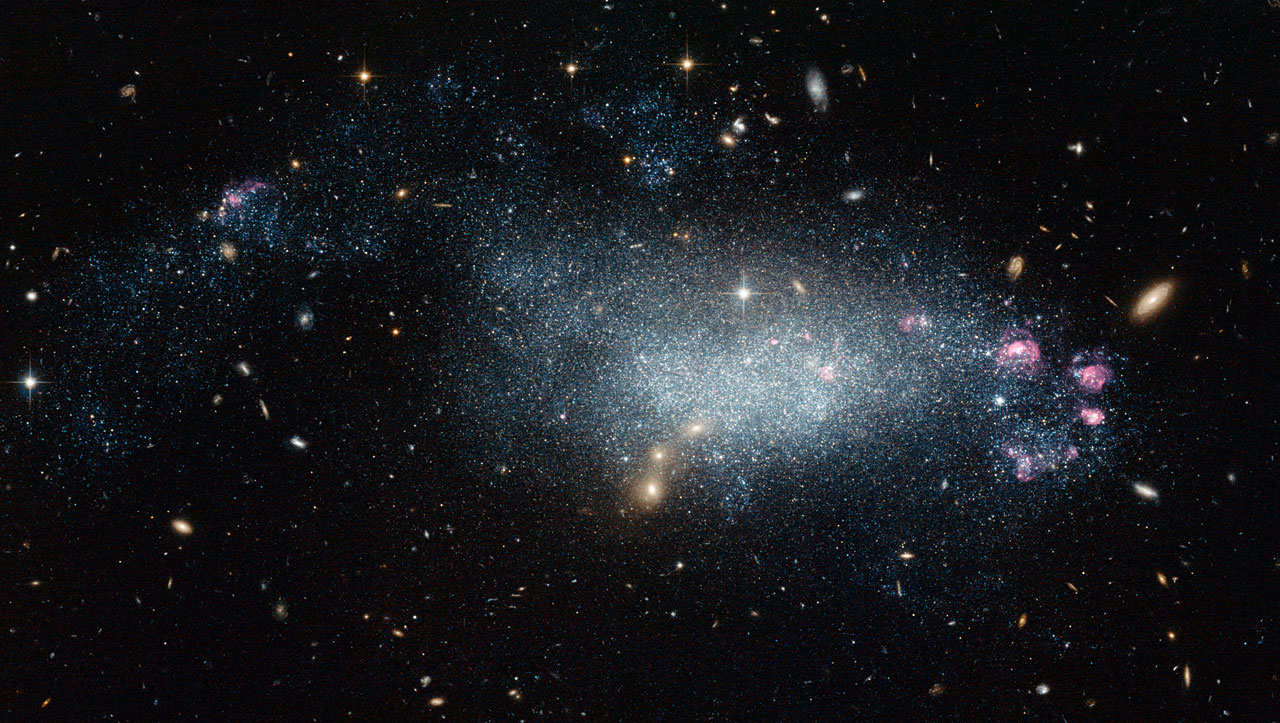
Galáxia anã DDO 68.

- Galáxia Anã Irregular do Escultor
- NGC 1705
- NGC 1569
- Galáxia Anã do Cão Maior
- Galáxia Anã de Sargitário
- Galáxia Anã do Fonax
- Galáxia Anã de Draco
- Galáxia Anã de Carina
- Galáxia Anã de Aquário
- Galáxia Anã de Sextans
- Galáxia Anã Irregular de Pegasus
- Galáxia Anã Antilha
- Galáxia Anã UCG 5497
- Galáxia Anã Nuvens de Magalhães
- Galáxia Anã Ursa Maior
- Galáxia Anã de Boötes
- Galáxia Anã de Cetus
- Galáxia Anã de Cassiopeia
- Galáxia Anã de Fênix
- Galáxia Anã de Tucana
- Galáxia Anã Ursa Menor
- Galáxia Anã UGC 9128

## Galeria

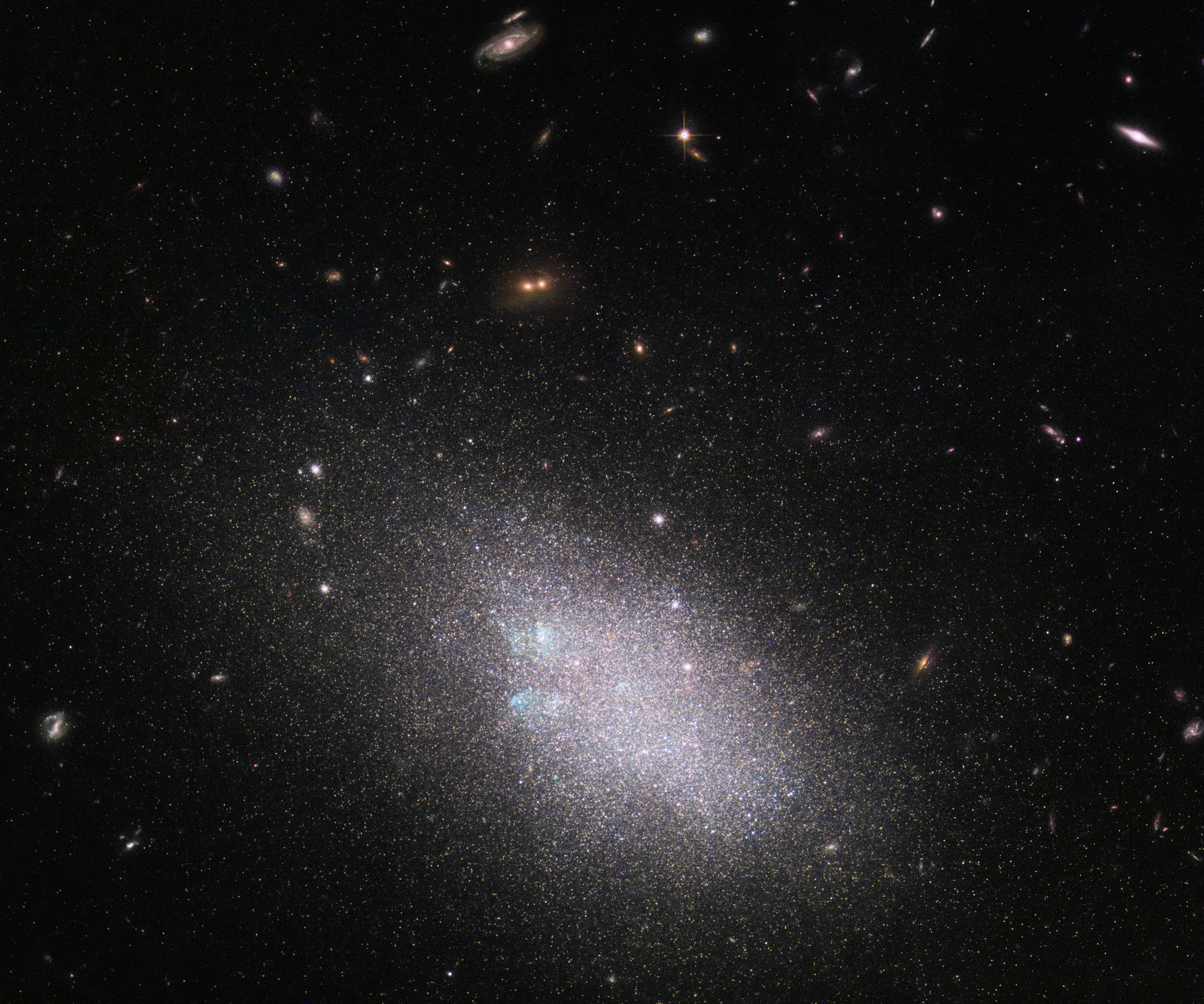
Galáxia anã UGC 685 tirada pelo Hubble.